# Végegyháza
Végegyháza község Békés vármegye Mezőkovácsházai járásban.

## Fekvése

### Megközelítése

#### Közút
A település központján, annak főútjaként végighúzódik, nagyjából északkelet-délnyugati irányban a 4434-es út, közúton csak ezen érhető el Mezőkovácsháza és Mezőhegyes felől egyaránt.
Budapest felől a leginkább kézenfekvő megközelítési útvonala: az 5-ös főúton Kiskunfélegyházáig, majd a 451-es főúton Szentesig, onnan tovább a 4406-os úton délkeleti irányban Orosházára, majd a 4428-as úton Mezőkovácsházára, ahonnan még 2,9 kilométert kell megtenni déli irányban, a 4434-es úton, Mezőhegyes felé.

#### Vasút
Vonattal a MÁV 121-es számú Kétegyháza–Újszeged-vasútvonalán érhető el; a településen a vasútnak két megállási pontja van: Végegyháza megállóhely és Végegyháza alsó megállóhely. Előbbi a településközpont keleti szélén, utóbbi pedig attól délre, Árpádtelep községrész közelében, külterületen helyezkedik el.

## Története
A település az 1892-ig Tótkovácsházának, ma Végegyházának nevezett község. Nevét Végh Aurél kincstári felügyelő tiszteletére kapta. Teljesen sakktáblás utcahálózattal, szerződéses telepítvényes községként jött létre 1815-ben, kincstári földön, közel egy időben a másik két Kovácsházával (Mező- és Reformátuskovácsháza). Lakosainak zöme Árva, Zólyom és Bereg vármegyékből, részben Békéscsabáról jött, s főleg szlovákok települtek le itt.
A település helyzete, jogállása csak a kiegyezés után stabilizálódott. Az 1850-es évek második felében a lakosságot a falu megszüntetésével együtt Mezőkovácsházára akarták áttelepíteni. Az emberek kitartottak lakóhelyük mellett. A telepítvényesekre kirótt váltságot évtizedeken át fizették, majd nagy erőfeszítések árán megvásárolták a község kicsiny határát. A földhiány itt különösen nagy volt. A magyar nyelvű környezetben ma már kevesen tudnak szlovákul.

### A zsidóság Végegyházán
A községben az első zsidó családok a 19. század közepén telepedtek le. Az egyetlen módosabb Weisz kereskedő család kivételével mindannyian szegény emberek, kiskereskedők, földművesek voltak. A közösség családjai mindannyian vallásos ortodoxok voltak, ennek megfelelően a mezőkovácsházi ortodox zsinagógába jártak.
A férfiakat 1942-től munkaszolgálatra hívták be. 1944-ben tíz családot hurcoltak el a faluból mintegy negyven taggal. A holokausztot mindössze egy deportált fiatal lány és két munkaszolgálatos élte túl. Ők a holokauszt után elköltöztek Végegyházáról.

## Közélete

### Polgármesterei
- 1990–1994: Baráth Mihály (független)[3]
- 1994–1998: Csák István (független)[4]
- 1998–2002: Dr. Farkas László (független)[5]
- 2002–2006: Varchó István (független)[6]
- 2006–2010: Varchó István (független)[7]
- 2010–2014: Varchó István Gyula (független)[8]
- 2014–2016: Varchó István Gyula (független)[9]
- 2017–2019: Vajda Norbert (Jobbik)[10]
- 2019–2024: Vajda Norbert (független)[11]
- 2024– : Vajda Norbert (független)[1]

A településen 2017. április 2-án időközi polgármester-választást tartottak, az előző polgármester halála miatt. A választást Vajda Norbert, a Jobbik jelöltje nyerte, aki a következő évben átlépett a Jobbikból a Mi Hazánk Mozgalomba, azóta e szervezet tagjaként politizál.

## Népesség
A település népességének változása:
| Lakosok száma | 1396 | 1387 | 1390 | 1181 | 1120 | 1125 | 1094 |
|               | 2013 | 2014 | 2015 | 2021 | 2022 | 2023 | 2024 |

2001-ben a település lakosságának 91%-a magyar, 7%-a cigány, 1%-a román és 1%-a egyéb nemzetiségűnek vallotta magát.
A 2011-es népszámlálás során a lakosok 88,4%-a magyarnak, 8,1% cigánynak, 1,3% románnak mondta magát (11,5% nem nyilatkozott; a kettős identitások miatt a végösszeg nagyobb lehet 100%-nál). A vallási megoszlás a következő volt: római katolikus 38,6%, református 5,1%, evangélikus 0,3%, görögkatolikus 0,2%, felekezeten kívüli 32,6% (22,5% nem nyilatkozott).
2022-ben a lakosság 86,7%-a vallotta magát magyarnak, 5,1% cigánynak, 1,1% románnak, 0,6% szlováknak, 0,4% bolgárnak, 0,2% szerbnek, 0,1-0,1% németnek, görögnek, horvátnak és ruszinnak, 1,1% egyéb, nem hazai nemzetiségűnek (13,1% nem nyilatkozott; a kettős identitások miatt a végösszeg nagyobb lehet 100%-nál). Vallásuk szerint 32,1% volt római katolikus, 4,8% református, 0,5% evangélikus, 0,5% ortodox, 0,1% görög katolikus, 0,9% egyéb keresztény, 0,8% egyéb katolikus, 26,6% felekezeten kívüli (33,6% nem válaszolt).

## Testvértelepülés
- Uzon (Románia)